# Die Wurzeln des Himmels
Die Wurzeln des Himmels (Originaltitel: The Roots of Heaven) ist ein US-amerikanischer Abenteuerfilm aus dem Jahr 1958 von John Huston. Das Drehbuch verfassten Romain Gary und Patrick Leigh Fermor. Es beruht auf dem 1956 erschienenen Roman „Les racines du ciel“ von Romain Gary. Die Hauptrollen sind mit Trevor Howard, Juliette Gréco und Errol Flynn besetzt. Ins Kino kam das Werk erstmals am 15. Oktober 1958 in den Vereinigten Staaten. In der Bundesrepublik Deutschland konnte man den Film ab 19. Dezember 1958 auf der Leinwand sehen.

## Handlung
Französisch-Äquatorialafrika in den 1950er Jahren. Der fanatische Tierschützer Morel setzt seine ganze Kraft dafür ein, die Elefanten vor dem Aussterben zu bewahren. In einer Bittschrift wendet er sich an die örtlichen Behörden, an die Franziskaner der Missionsstation in Fort Lamy und an den Gouverneur, weil er hofft, diese würden ihn bei seinem Antrag, ein Gesetz zum Schutz der Elefanten zu erlassen, unterstützen. Dies ist jedoch nicht der Fall. Vorerst stehen ihm lediglich zwei Einzelpersonen bei: der aus der britischen Armee ausgestoßene Johnny Forsythe und die Nachtklubsängerin Minna. Hoffnung beginnt Morel erst wieder zu schöpfen, als er von einem amerikanischen Rundfunkreporter in einer Sendung als „moderner Robin Hood“ bezeichnet worden ist.
Der Gouverneur hält nichts von dem Tierschützer. Er hält ihn für einen Agenten des in Europa erzogenen Waitari. Dieser führt in der Kolonie eine Untergrundbewegung an, die mit allen Mitteln für die Unabhängigkeit Äquatorialafrikas kämpft. Nun schickt der Gouverneur seinen Vertrauten Saint Denis in die Berge zu Morels Lager. Dieser soll den Tierschützer überreden, seinen „Feldzug“ aufzugeben. Dann erhalte er sicheres Geleit bis zur Grenze. Als Saint Denis den Gesuchten gefunden hat, trifft er bei ihm auch den dänischen Naturwissenschaftler Peer Qvist, den jungen Afrikaner Yussef, einen, der sich als „Baron“ ausgibt, Waitari und noch ein paar Eingeborene, die die meiste Zeit ihres Lebens hinter Gittern verbracht haben. Morel gibt zu, dass Waitari ihn in seinem Bemühen, die Elefanten zu schützen, hilft; mit Waitaris Untergrundbewegung habe er jedoch nichts gemein. Er wolle lediglich erreichen, dass sein Manifest der bevorstehenden „Kongo-Konferenz zur Erhaltung der afrikanischen Tierwelt“ vorgelegt werde. Deshalb lehnt er das Angebot des Gouverneurs ab.
Morel und seine Leute statten dem Chef der Lokalpresse einen Besuch ab. Kurz darauf erscheint sein Manifest auf der Titelseite. Noch am selben Tag dringt Morel mit seinen Getreuen in das Haus des einflussreichen Orsini ein, der gerade ein Fest veranstaltet und als Kopf der Wilderer gilt. Während einige die Ausgänge bewachen, liest Morel dem entsetzten Orsini und seinen Gästen sein Manifest vor. Dann verlässt die Gruppe die Villa. Waitari hat sich schon vorher abgesetzt. Drei seiner Männer stehlen Morels einzigen Lastwagen, weil der Tierschützer in einem Interview mit einem Journalisten verschwiegen hatte, dass er von Waitari unterstützt wird.
Als Morel mit seinem verbliebenen Häufchen zu Fuß den Kuru-See erreicht, hält sich dort gerade eine große Elefantenherde auf. Plötzlich stürzt in der Nähe ein Sportflugzeug ab. Nur ein Insasse kann sich mit mehreren Rippenbrüchen retten: der amerikanische Fotoreporter Abe Fields. Dieser ist erfreut, Morel gegenüberzustehen und schließt sich seiner Gruppe an.
Waitari beabsichtigt, mit Unterstützung Habibs und De Fries‘ die Elefantenherde zu töten, um mit dem Erlös der Stoßzähne seine Widerstandsbewegung zu finanzieren. Als sich die Gruppe der Herde nähert, eröffnet Morel das Feuer. Während des Kampfes fallen Forsythe und der Baron. Morel selbst und der Rest seiner Leute werden von Waitari gefangen genommen. Erst als der Fotoreporter dem Rebellen verspricht, einen positiven Artikel über seine Bemühungen zu veröffentlichen, werden Morel und seine Leute freigelassen. Auf dem Weg zum Lager verschlimmert sich Fields‘ Zustand, und auch Minna erkrankt schwer. Im ersten Dorf erfahren sie, dass der Gouverneur seine Truppen nach ihnen ausgesandt hat.
In Biondi will Morel den Amerikaner und Minna ins Krankenhaus bringen. Als sie in der Stadt ankommen, erlebt der Idealist eine große Überraschung: Die Soldaten erweisen ihm ihre Ehrenbezeigung. Auch wenn Morel inzwischen müde und abgekämpft ist, kehrt er doch mit seinen Freunden in den Urwald zurück.

## Produktionsnotizen
Die Außenaufnahmen entstanden an den Originalschauplätzen in der damaligen Kolonie Französisch-Äquatorialafrika (heute: Tschad), die Innenaufnahmen in den Studios Boulogne-Billancourt in Frankreich. Die Bauten waren vom britischen Szenenbildner Stephen B. Grimes geschaffen worden.
Die Kostüme entwarf Rosine Delamare.

## Synchronisation
| Rolle       | Darsteller        | Synchronstimme         |
| ----------- | ----------------- | ---------------------- |
| Morel       | Trevor Howard     | Arnold Marquis         |
| Minna       | Juliette Gréco    | Hannelore Schroth      |
| Forsythe    | Errol Flynn       | Wolfgang Lukschy       |
| Abe Fields  | Eddie Albert      | Clemens Hasse          |
| Habib       | Grégoire Aslan    | Curt Ackermann         |
| Saint Denis | Paul Lukas        | Siegfried Schürenberg  |
| Gouverneur  | André Luguet      | Hans Hessling          |
| Sedgewick   | Orson Welles      | Ernst Wilhelm Borchert |
| Waitari     | Edric Connor      | Eduard Wandrey         |
| Orsini      | Herbert Lom       | Claus Miedel           |
| Peer Qvist  | Friedrich Ledebur | Walter Süssenguth      |
| Haas        | Maurice Cannon    | Alfred Haase           |
| Farque      | Francis De Wolff  | Paul Wagner            |
| Adjutant    | Alain Saury       | Herbert Stass          |
| DeVries     | Marc Doelnitz     | Otto Czarski           |
| Schölscher  | Pierre Dudan      | Heinz Giese            |
| N’Dolo      | Roscoe Stallworth | Franz Nicklisch        |

## Kritik
Der Spiegel veröffentlichte eine negative Kritik zu dem Film. In seiner Ausgabe 1/1959 meint der Kritiker der Zeitschrift, Romain Gary (von dem auch die preisgekrönte literarische Vorlage stammt) habe hier seinen Roman „eigenhändig zum Filmdrehbuch zerdrückt“. Aus den ungewöhnlichen Figuren der Vorlage seien „langweilige Kinohelden“ geworden. Der „schwermütige Witz der Dialoge“ habe sich in „Traktatqualm“ aufgelöst, und das Breitwand-Afrika biete keine Überraschungen. Eine überwiegend positive Meinung hat dagegen das Lexikon des internationalen Films. Es zieht folgendes Fazit: „Abenteuerroutinier Huston präsentiert prominente Schauspieler, glänzende Landschaftsaufnahmen und eine überaus dramatische Handlung – ohne aber eine klare Linie in die problemüberfrachtete Geschichte bringen zu können. Was den Film von üblichen Genrespektakeln angenehm unterscheidet, ist der liebevolle Blick des Regisseurs auf seine Figuren, die als tragische Idealisten gezeichnet sind.“ Die Onlineausgabe beschreibt das Werk knapper als einen „in seiner Aussage eher verworrene[n] Abenteuerfilm mit spannender Handlung, guten Darstellern und großartigen Naturbildern.“